# Brachylophus vitiensis
L'iguana crestata delle isole Figi (Brachylophus vitiensis Gibbons, 1981) è un rettile della famiglia Iguanidae, endemico delle isole Figi, classificato dalla IUCN come specie in pericolo critico di estinzione.

## Etimologia
Il nome generico, Brachylophus, deriva dai termini greci brachys (βραχύς), che significa "corto", e lophos (λόφος), che significa "cresta", con riferimento alle corte creste aculeate lungo il dorso; il nome specifico, vitiensis, è un aggettivo latino di recente conio che significa "delle Figi" (Viti in latino moderno).

## Scoperta
Questa iguana è nota per essere stata scoperta grazie a un film. Lo zoologo John Gibbons notò un'iguana mai vista mentre guardava Laguna blu. Gli esterni del film erano stati girati alle Figi, per cui fu possibile risalire al luogo d'origine dell'iguana e organizzarvi una spedizione. Gibbons, che già stava studiando la simile iguana fasciata delle Figi, ne approfittò per rendere protetto l'isolotto di Yadua Taba, dove è presente il 98% della popolazione mondiale di iguane crestate. Alla morte di Gibbons (1986) tutti i suoi appunti andarono persi e l'interesse attorno a questo rettile andò affievolendosi.

## Conservazione
La specie è a fortissimo rischio di estinzione a causa di gatti, capre e altre entità alloctone, oltre alla sparizione delle foreste natie sostituite da piantagioni di canna da zucchero.